# 23315 Невінбрайан
23315 Невінбрайан (23315 Navinbrian) — астероїд головного поясу, відкритий 19 січня 2001 року.
Тіссеранів параметр щодо Юпітера — 3,214.